# Antonio Zirardini
Antonio Zirardini (Ravenna, dicembre 1725 – Ravenna, 31 marzo 1785) è stato un giurista, storico e archeologo italiano.

## Biografia
Figlio di Claudio Zirardini e Bartolommea Mazzolini, a dieci anni frequentò il seminario di Ravenna dove studiò retorica, grammatica e filosofia, per poi dedicarsi in età adulta a legge divenendone dottore a ventitré anni.
Si recò a Roma, dove studiò i testi classici, in particolare quelli riguardanti le leggi imperiali romane. Lì fece conoscenza di Costantino Ruggeri, Gaetano Marini e Gaetano Fantuzzi. Dopo tre anni fece ritorno a Ravenna dove ottenne la cattedra di diritto civile e la pretura della città (incarico al quale rinunciò dopo poco tempo).
Trascorse una vita solitaria e dedita agli studi. Questa attitudine gli permise di dedicarsi alla scrittura di libri. Una delle prime opere fu un volume sulle istituzioni civili, mai stampato sebbene redatto sia in italiano sia in latino. Nel 1762 pubblica, in due libri, Degli antichi edifizj profani di Ravenna dove tratta la storia di alcuni degli edifici civili della città.
Nel 1763 partecipò agli scavi archeologici della basilica di San Giovanni Evangelista analizzando i pavimenti a mosaico rinvenuti, risalenti al XIII secolo.
Morto nel 1785, il suo corpo fu prima posto in un letto funebre nella chiesa di Santa Barbara, poi seppellito presso la basilica di San Francesco.

## Opere
- Imperatorum Theodosii junioris Valentiniani III novellae leges et.
- Del sobborgo di Cesarea
- Degli antichi edifizj profani di Ravenna, libri due 1762
- Lettera di Nicandro Planomaco al signor conte Rinaldo Rasponi, 1768
- De antiquis sacris Ravennae aedificiis, opera incompiuta

## Riconoscimenti
A Ravenna è presente una lapide commemorativa in suo onore, sita in via di Roma. Inoltre è a lui dedicata una via del centro storico.